# Karl Georg Wieseler

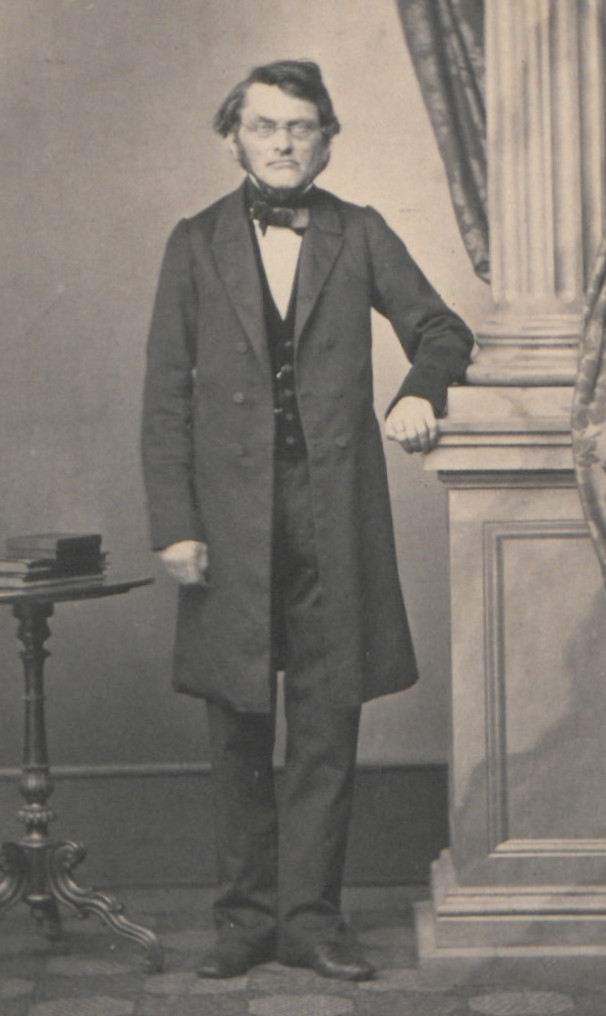
Karl Georg Wieseler, fotografiert von Johann Martin Graack, 1861

Karl Georg Wieseler (* 26. Februar 1813 in Altencelle; † 11. März 1883 in Greifswald) war ein deutscher Theologe.

## Leben
Wieseler war der Sohn eines Pastors; einer seiner Brüder war der Archäologe und Philologe Friedrich Wieseler. Karl Georg Wieseler studierte von 1830 bis 1834 Theologie an der Universität Göttingen bei Johann Karl Ludwig Gieseler und Friedrich Lücke. 1836 wurde er Repetent am Evangelischen Stift in Göttingen, 1839 Privatdozent und 1843 außerordentlicher Professor an der theologischen Fakultät der Universität Göttingen. 1851 wechselte er an die Universität Kiel, 1863 ging er nach Greifswald, wo er 1870 Konsistorialrat wurde. Er starb kurz nach seinem 70. Geburtstag an den Folgen einer Augenoperation.

## Mitgliedschaften
Karl Georg Wieseler war Mitglied der Deutschen Morgenländischen Gesellschaft.

## Auszeichnungen
- Roter Adlerorden, 4. Klasse (1869)[2]

## Veröffentlichungen (Auswahl)
- De christiano capitis poenae vel admittendae vel repediandae fundamento: D. praem. orn. Göttingen 1835 (Göttingen, Univ., Diss., 1835).
- Zur Auslegung und Kritik der apokalyptischen Literatur des Alten und Neuen Testaments. Vandenhoeck & Ruprecht, Göttingen 1839
  - Bd. 1: Die 70 Wochen und die 63 Jahreswochen des Propheten Daniel. 1839
- Chronologische Synopse der vier Evangelien: ein Beitrag zur Apologie der Evangelien und evangelischen Geschichte vom Standpuncte der Voraussetzungslosigkeit. Perthes, Hamburg 1843.
- Chronologie des apostolischen Zeitalters bis zum Tode der Apostel Paulus und Petrus: Ein Versuch über die Chronologie und Abfassungszeit der Apostelgeschichte und der paulinischen Briefe ; Mit einem Anhange über den Brief an die Hebräer und Excursen über den Aufenthalt der Apostel Paulus und Petrus in Rom. Vandenhoeck & Ruprecht, Göttingen 1848.
- Commentar über den Brief Pauli an die Galater: mit besonderer Rücksicht auf die Lehre und Geschichte des Apostels bearbeitet; mit einem chronologischen und einem textkritischen Excurse. Dieterich, Göttingen 1859.
- Eine Untersuchung über den Hebräerbrief, namentlich seinen Verfasser und seine Leser. 2 Bde. Mohr, Kiel 1860–1861.
- Beiträge zur richtigen Würdigung der Evangelien und der evangelischen Geschichte: Zugabe zu des Verfassers chronologischer Synopse der Evangelien. Perthes, Gotha 1869.
- Geschichte des Bekenntnißstandes der lutherischen Kirche Pommerns bis zur Einführung der Union: zugleich ein Beitrag zur Urgeschichte des Lutherthums. Nahmer, Stettin 1870.
- Die deutsche Nationalität der kleinasiatischen Galater: ein Beitrag zur Geschichte der Germanen, Kelten und Galater und ihrer Namen. Bertelsmann, Gütersloh 1877.
- Die Christenverfolgungen der Cäsaren bis zum dritten Jahrhundert: historisch und chronologisch untersucht. Bertelsmann, Gütersloh 1878.
- Zur Geschichte der neutestamentlichen Schrift und des Urchristenthums: Untersuchungen. Hinrichs, Leipzig 1880.
- Untersuchungen zur Geschichte und Religion der alten Germanen in Asien und Europa: mit religionsgeschichtlichen Parallelen. Hinrichs, Leipzig 1881.
- Ueber einige Data aus dem Leben Luthers: Eine Studie. In: Zeitschrift für die historische Theologie. Bd. 44 (1874), Heft 4, S. 575–601.